# Krzysztof Dąbrowski (dziennikarz)
Krzysztof Jan Dąbrowski (ur. 9 lipca 1937 w Pruszkowie, zm. 25 grudnia 2023) – polski dziennikarz i działacz sportowy.

## Życiorys
W 1958 ukończył studia bibliotekoznawcze na Uniwersytecie Warszawskim. W latach 1963–1972 był redaktorem Biuletynu Sportowego Polskiej Agencji Prasowej w latach 1972-1978 pracował w Trybunie Ludu, w latach 1979-1991 w Przeglądzie Sportowym (do 1984 jako sekretarz redakcji, następnie jako kierownik działu zagranicznego). W latach 1991–1995 był redaktorem naczelnym, w latach 1995-1998 sekretarzem redakcji pisma Auto-Sukces, równocześnie w dalszym ciągu współpracował z Przeglądem Sportowym, dla którego komentował pływanie i łyżwiarstwo figurowe. W 1998 powrócił do Przeglądu Sportowego i pracował w nim do 2002 jako kierownik mutacji terenowych.
W latach 1980–1996 był członkiem zarządu Polskiego Związku Łyżwiarstwa Figurowego, w tym w latach 1980-1983 wiceprezesem ds. dyscypliny i propagandy, w latach 1986-1988 i 1991-1992 wiceprezesem ds. sportowych.
W 2001 został odznaczony Krzyżem Kawalerskim Orderu Odrodzenia Polski (M.P. z 2001, nr 23, poz. 406)